# Tablice rejestracyjne w Kambodży

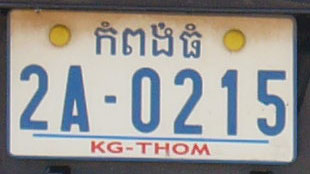
Kambodżańska tablica rejestracyjna – samochód osobowy z Kampong Thum

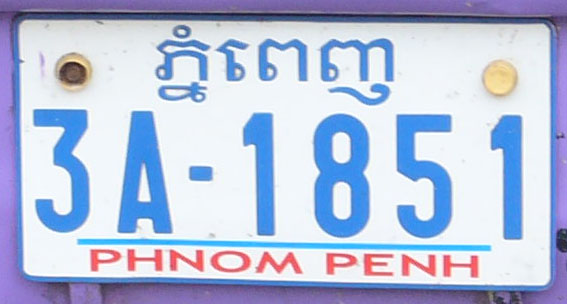
Kambodżańska tablica rejestracyjna – autobus z Phnom Penh

Kambodżańskie tablice rejestracyjne (obecny wzór wprowadzony w 2005 r.) składają się z sześciu znaków – cyfry determinującej kategorię pojazdu, litery i czterech cyfr seryjnych. Powyższe dotyczy jedynie pojazdów cywilnych – rządowe i wojskowe posiadają inny system oznakowania. Tablice rejestracyjne cywilne składają się z niebieskiego napisu numeru rejestracyjnego (pisanego alfabetem łacińskim) na białym tle pod którym figuruje nazwa prowincji w której pojazd jest zarejestrowany (również w alfabecie łacińskim). Na górze tablicy figuruje inskrypcja w języku khmerskim.
Pierwsza cyfra na tablicy rejestracyjnej oznacza odpowiednio:
- 1 – skutery i motocykle
- 2 – samochody osobowe
- 3 – autobusy i samochody ciężarowe